# Kobato.
Kobato. (яп. こばと。 Кобато.) — сэйнэн-манга коллектива Clamp, выходившая с 2005 по 2011 год. В 2009 году также появилась аниме-адаптация манги.

## Сюжет
Сюжет повествует о девочке Кобато, которая для исполнения своего желания должна исцелять сердца людей и наполнить осколками их страданий специальную бутылочку. В этом деле её наставником выступает некий Иорёги, который в наказание за свои ранние деяния должен пребывать на земле в виде плюшевой игрушки, изображающей собаку. Основную их проблему составляет то, что Кобато, несмотря на свою старательность, очень инфантильна и слабо себе представляет, как положено вести себя на земле. Скажем, она может пытаться рисовать пальцем на асфальте на том основании, что персонажи прочитанной ею манги поступали так же.

## Список персонажей
Кобато Ханато (яп. 花戸 小鳩 Ханато Кобато) — главная героиня. Добрая и старательная девочка, тем не менее постоянно ведет себя крайне глупо, чем злит Иорёги. Хотя она постепенно наполняет бутылочку осколками людских страданий, в основном исцелять людей у неё получается непроизвольно. Когда она специально прикладывает усилия, чтобы облегчить жизнь окружающим и таким образом получить новый осколок — у неё обычно ничего не удаётся. Она из другого мира, и у неё нет никаких воспоминаний о своём прошлом. Кобато запрещено снимать шляпу в общественных местах, так как если она снимет головной убор, то будет виден знак в виде короны, который означает что она умершая. Она погибла в результате войны Иорёги и богов. Иорёги пожалел девушку, и решил помочь ей. Кобато дан год на то, чтобы заполнить бутылочку.
Сэйю: Кана Ханадзава
Иорёги (яп. いおりょぎ Иорёги) — наставник Кобато, представитель Мира духов, помогающий ей освоиться с жизнью на земле и наполнить бутылочку. В наказание за свои прежние грехи(начал войну Мира духов против Рая) пребывает в образе плюшевой игрушки. Крайне груб, но те персонажи, что знали его до его встречи с Кобато, отмечают что раньше его характер был еще хуже. Настоящее имя Иороги, нынешнее имя взял потому, что Кобато не могла его выговорить.
Сэйю: Тэцу Инада
Киёкадзу Фудзимото (яп. 藤本 清和 Фудзимото Киёкадзу) — загадочный парень, что работает в том же детском саду, что и Кобато. К ней самой относится снисходительно, вечно называя растеряшей или дурочкой. Однако, несмотря на антипатию, возникшую между ними при первой встрече, постепенно привязывается к Кобато.
Сэйю: Томоаки Маэно
Кохаку (яп. 紅白) — ангел из Рая. В аниме не уточняется пол Кохаку. Возлюбленный Кохаку — Сюитиро, работает врачом. Персонажи в первый раз встречаются в сёдзё манге "Wish", где Кохаку — ангел мужского пола (на самом деле в оригинальной манге все ангелы вообще не имеют пола, но используют мужские местоимения), полюбивший человека по имени Кудо Сюитиро.
Сэйю: Тива Сайто
Титосэ Михара (яп. 三原 千歳 Михара Титосэ) — владелица дома, где живут Кобато и Фудзимото. В детстве ходила в детский сад Ёмоги. Хорошо знакома с Саякой.
Сэйю: Хоко Кувасима
Тисэ и Тихо Михара (яп. 三原 ちせ Михара Тисэ, 三原 千穂 Михара Тихо) — сёстры-близнецы. Их мать Титосэ — домовладелица. В 8 серии Кобато находит белого котёнка, а Тихо и Тисэ дали ему имя Милк, от английского слова Milk (молоко). Различить сестёр трудно, хотя обычно Тихо завязывает на две передние пряди волос чёрные ленточки, а Тисэ — белые.
Сэйю: Мэгуми Накадзима
Окиура Саяка (яп. 沖浦さ やか Окиура Саяка) — воспитательница в детсаде Ёмоги. Её отца обманом заставили взять в долг деньги, а после его смерти все долги передались в наследственность Саяке. Саяка слабая женщина, и единственная её опора — это Фудзимото.
Сэйю: Фумико Орикаса

## Манга
Созданная группой CLAMP, манга Kobato. начала публиковаться в журнале Sunday GX в январе 2005 года. С ноября 2006 года публикация продолжилась в журнале Newtype. В августе 2011 года выпуск манги завершился.

## Дополнительная информация
Студия CLAMP часто в своих работах использует упоминания о предыдущих произведениях. Часть персонажей и мест взята из манги Чобиты.
- Титосэ Михара (яп. 三原 千歳 Михара Титосэ) — Титосэ Хибия.
- Тисэ и Тихо Михара (яп. 三原 ちせ Михара Тисэ, 三原 千穂 Михара Тихо) — Фрея и Эльда.
- Хироясу Уэда (яп. 植田 弘康 Хироясу Уэда) — Хироясу Уэда.
- Юми Омура (яп. 大村 裕美 Юми Омура) — Юми Омура.

## Музыка
Начальная тема
- «Magic Number»

Исполняет Маая Сакамото.
Завершающая тема
- «Jellyfish`s Confession»

Исполняет Мэгуми Накадзима.